# Incendio de Santander de 1941
El incendio de Santander de 1941 fue un desastre natural ocurrido en la ciudad española de Santander durante la madrugada del 15 al 16 de febrero de 1941. Ocurrido décadas después de la explosión del vapor Cabo Machichaco (1893), es considerado el incendio más demoledor en la historia de la ciudad.
El incendio arrasó gran parte del casco histórico de la ciudad, incluida la catedral y provocó un gran cambio en la estructura urbana de Santander. La mayoría de los daños fueron materiales, pues miles de familias perdieron sus hogares y negocios. Hubo una víctima mortal, un bombero madrileño, y más de un centenar de heridos. Popularmente se conoce al incendio como el andaluz porque curiosamente se inició en la calle Cádiz y las llamas se frenaron a la altura de la calle Sevilla. 

## Antecedentes
En 1941 España se encontraba en una durísima posguerra, puesto que a la guerra civil de tres años finalizada hacía dos años que había padecido se unía también que la Segunda Guerra Mundial se encontraba en marcha, dificultando la reconstrucción. Debido a la extrema pobreza de este periodo, no es de extrañar que se sucediesen todo tipo de accidentes debido a material anticuado o a que estuviera mantenido deficientemente, sin cumplir las condiciones de conservación.[cita requerida] Muchos de estos accidentes provocaron enormes pérdidas materiales y humanas.
Ejemplos de estos accidentes que se sucederían durante el final de la década de 1930 y la siguiente podrían ser la explosión del polvorín de Peñaranda de Bracamonte de 1939, la explosión del polvorín del Pinar de Antequera de 1940, el accidente ferroviario de Torre del Bierzo de 1944, el hundimiento del submarino C-4, la explosión de los polvorines de Alcalá de Henares de 1947, la explosión de un polvorín de la Armada en Cádiz de 1947. En todos estos casos la censura franquista reaccionó de manera contundente, minimizando en lo posible los accidentes o insinuando conspiraciones de sabotaje para perjudicar al régimen franquista.[cita requerida]

## Incendio
El elemento desencadenante de la catástrofe fue el fuerte viento de dirección sureste que, desde la tarde del día 15 de febrero, azotó la ciudad, acompañado por una depresión atmosférica de gran intensidad. La velocidad máxima que alcanzó se desconoce, puesto que los instrumentos de medición de Santander fueron destruidos por el temporal. Se calculan rachas superiores a los 180 kilómetros por hora. El incendio se inició en la calle Cádiz, en las proximidades de los muelles, y avivado por un fuerte viento sur, las llamas alcanzaron pronto la catedral que, por estar situada en la zona más alta, se convirtió en un potente foco difusor del fuego hacia las calles próximas.
Los orígenes del incendio no quedan detallados en la información de la época. Se sabe con casi total certeza que se inició en la calle Cádiz, pero el objeto desencadenante varía según la fuente. Unos aluden a una chimenea del número 20 de esa misma calle, otros a un cortocircuito, y algunos textos localizan el origen del incendio en el número 5. A partir de ahí, el fuego se extendió rápidamente al número 15 de Rúa Mayor, avivado por el fuerte viento sur.
Desde el eje de la Puebla Vieja (catedral, Rúa Mayor, Rúa Menor...), el incendio se fue extendiendo hacia las calles de La Ribera, San Francisco, Atarazanas, El Puente, La Blanca y la Plaza Vieja. De esta forma se situó sus límites al norte, en la cuesta de la Atalaya, y la calle de San José, por el oeste el fuego se cortó antes de alcanzar Isabel II y la calle del Limón, sin llegar a afectar a la sede del ayuntamiento, por el sur se extendió hasta la calle Calderón de la Barca, mientras que por el este el fuego se detuvo en las primeras casas del ensanche. Los límites del fuego coinciden casi totalmente con el espacio amurallado de la villa del siglo XII.
Durante el día 16 prosiguió el incendio, cediendo por el este pero avanzando en otras zonas de la ciudad. Ese mismo día, y 24 horas después del comienzo del incendio, llegaron bomberos de Bilbao, San Sebastián, Palencia, Burgos, Oviedo, Gijón, Avilés y Madrid. Ya en el día 17, la ausencia de viento favoreció los trabajos de extinción. Empezaron a desaparecer de las calles los muebles y transeúntes sin hogar. Los bomberos penetraron en la zona calcinada, y se ahogaron los últimos focos, aunque no estaría totalmente extinto hasta quince días después.
Durante el día 18 el gobernador Carlos Ruiz García difundió un Boletín Oficial de Información dando instrucciones a la población y aportando datos sobre la magnitud de lo ocurrido. Sobre todo se difundieron consignas, órdenes e instrucciones concretas sobre suministros y distribución de alimentos. Esa misma noche arribó a puerto el crucero Canarias, que aportaría suministros y comida a la población. El cambio del viento en dirección noroeste y el comienzo de la lluvia ayudó a las labores de los bomberos. Se limpió la atmósfera de la ciudad, pero aumentó considerablemente el riesgo de derrumbamientos. El día 20 el gobernador civil dictó un decreto por el que se obliga a todos los propietarios a reparar los tejados de los edificios y las salidas de humos en un plazo de 48 horas. Se procedió a la incautación de las tejeras La Covadonga, Trascueto y Agustín García. Llegaron las primeras cocinas de campaña y comenzó la distribución de comida caliente entre los damnificados.
Los focos principales del incendio se consiguieron apagar en los tres primeros días, pero gran parte de las ruinas y edificios destruidos albergaban llamas en su interior en los días posteriores. Tras quince días desde el comienzo del incendio, se dio fin a la catástrofe con el último foco extinguido del incendio, en una casa de la calle Cuesta.

## Consecuencias

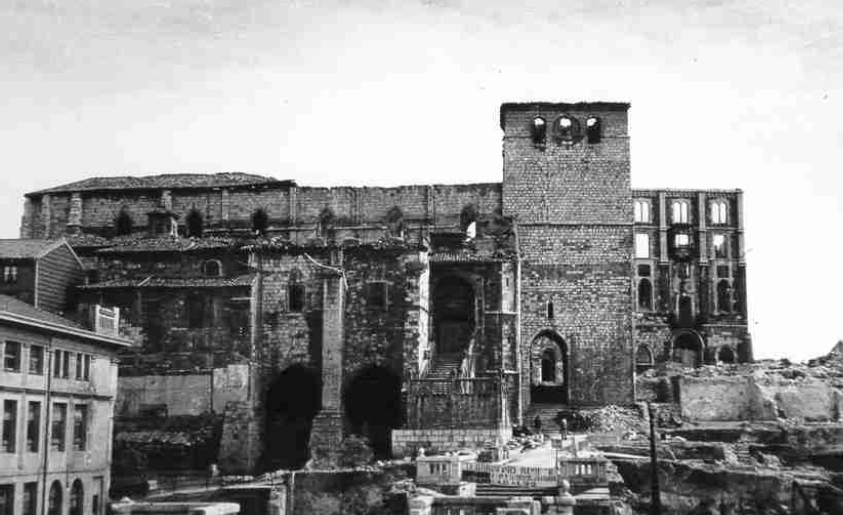
La catedral de Santander tras el incendio.

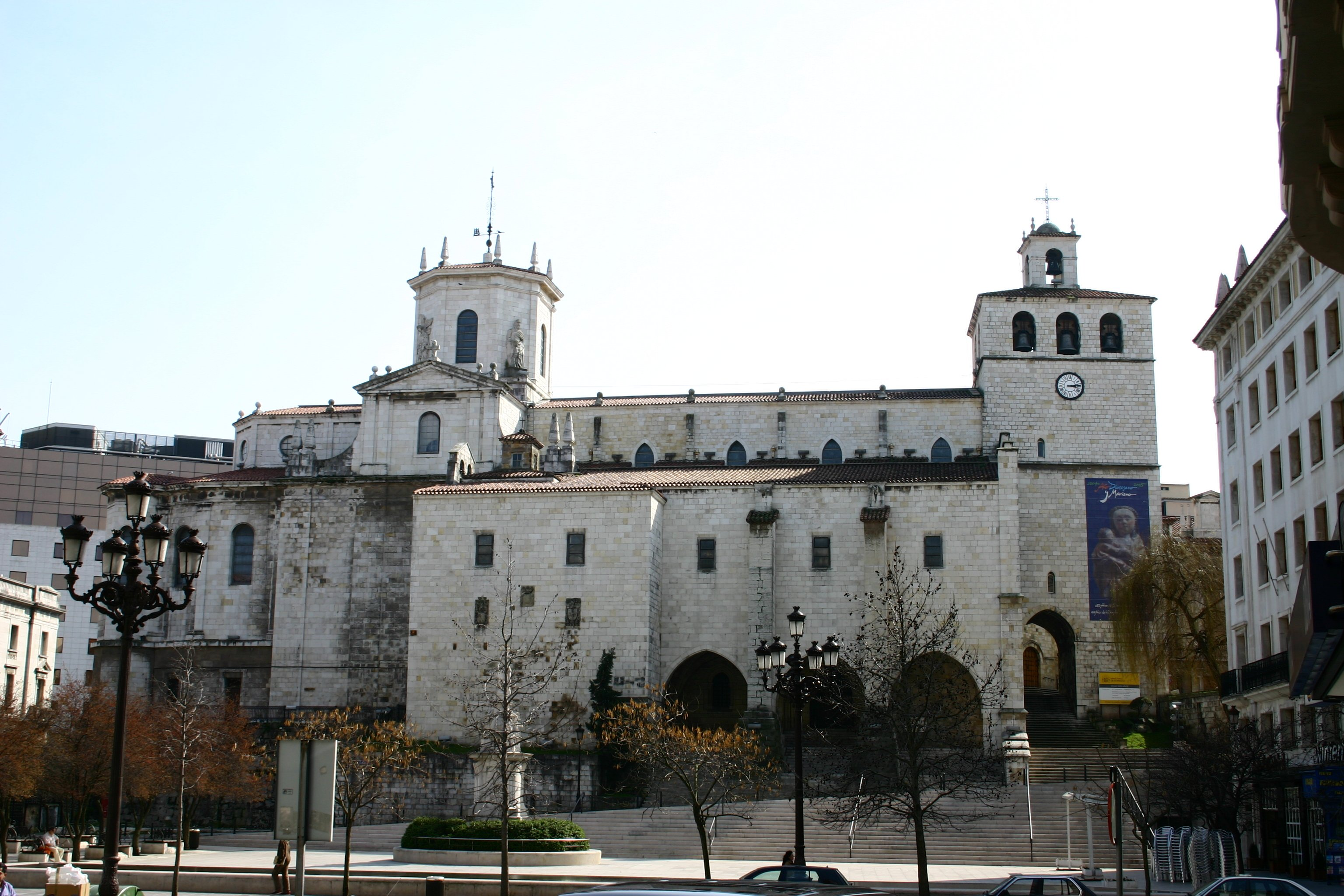
La catedral de Santander en la actualidad.

En general, el fuego afectó a las calles estrechas (salvo la de Atarazanas), con edificios básicamente construidos de madera y con miradores que facilitaron la difusión de las llamas.
El resultado fue la destrucción casi completa de la zona histórica de la ciudad, es decir casi la totalidad del casco antiguo de la misma, afectando, sobre todo a la Vieja y Nueva Puebla y a edificios más modernos levantados en su recinto. Desaparecieron fundamentalmente edificios de viviendas en gran parte ocupadas por clases populares. Se destruyó la mayor parte de la puebla medieval, el total fueron 37 calles de las más antiguas de la ciudad que ocupaban 14 hectáreas, lo que supuso la desaparición de 400 edificios, entre viviendas (2000 aproximadamente) y comercios.
La zona afectada se caracterizaba, además, por constituir el centro de la ciudad, el eje donde estaban emplazados la mayor parte de los establecimientos comerciales del Santander de aquel entonces. Se ha calculado que el incendio destruyó el 90 % de los locales destinados a esta actividad. Hay que tener en cuenta que las calles de La Blanca y San Francisco constituían la base de la vida comercial de la ciudad.
Asimismo, algunos edificios públicos desaparecieron o se vieron afectados en mayor o menor grado. Este es el caso de la catedral de Nuestra Señora de la Asunción, la antigua Casa Consistorial, la iglesia de la Compañía y el palacio del marqués de Villatorre. La sede del periódico de tirada regional El Diario Montañés fue destruida por el incendio.
Hubo alrededor de 10 000 damnificados y unas 7000 personas en paro forzoso. Al tiempo del desastre, se crea el cargo de Delegado especial del Gobierno para la Reconstrucción de Santander, que se encargó del nuevo espacio y del futuro urbanístico de la ciudad. En el Plan de reconstrucción se abrió la nueva calle de Juan de Herrera, de carácter comercial, que une el Ayuntamiento con Hernán Cortés, respetando la iglesia de La Compañía, salvada del incendio.
El incendio causó una sola víctima, Julián Sánchez García, un bombero madrileño en labores de extinción que falleció en el hospital de Valdecilla tras una leve recuperación. A pesar de eso el daño material fue inmenso, y miles de familias perdieron sus hogares.

### Valoración de los daños
La valoración material de las pérdidas se cifró oficialmente en 85 312 506 pesetas. El número de damnificados ascendió a unas 10 000 personas, lo que, teniendo en cuenta que la población de hecho de la ciudad en 1940 era de 101 793 habitantes (INE), supuso que quedasen sin vivienda aproximadamente un 10 % de los santanderinos y un buen porcentaje de ellos perdiese sus negocios y empresas. Cabe destacar que, en 1941, España estaba en plena posguerra y la situación socioeconómica no era muy favorable, por lo que una catástrofe de esta magnitud acrecentó la mala situación por la que pasaban tanto la ciudad como la región.

### Planeamiento urbano

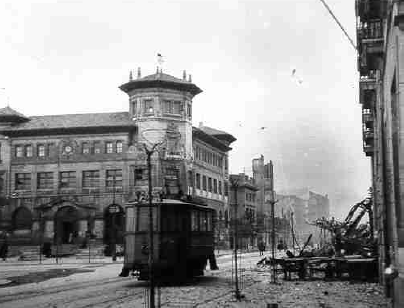
El de Correos fue uno de los pocos edificios de la zona que se salvaron de la catástrofe.

Como consecuencia del incendio, quedaron libres 115 421 m² de suelo urbano magníficamente situado en el centro físico de la ciudad de Santander, que fueron expropiados para concentrar los solares. Fue, por tanto, una ocasión excepcionalmente favorable para dejar terrenos a disposición de negocios inmobiliarios en una zona donde el valor del suelo era y es objeto de una creciente plusvalía, lo que provocó que se especulara con dichos terrenos para poder favorecer a las clases altas de la ciudad.[cita requerida]
El incendio tuvo una notable incidencia en el planeamiento urbano y un impacto indiscutible en la reorganización social de la ciudad de Santander, estimulando nuevos procesos urbanos tanto en el centro como en las áreas periféricas a las que se dirigió gran parte de la población desalojada por el siniestro. Ello es fundamental para comprender la dinámica del espacio urbano santanderino en la etapa previa a la gran expansión de los años 1960.
La reconstrucción, iniciada rápidamente, se acometió sobre la base de una serie de principios fundamentales. En primer lugar, se intentó solucionar el problema viario construyendo un nuevo trazado para el tranvía que superase las disfuncionalidades derivadas de las calles estrechas e irregularmente distribuidas del casco histórico. Para ello se aceptó un proyecto que seguía las directrices del modelo del ensanche, con una trama ortogonal compuesta por calles amplias en las zonas de mayor confluencia de tráfico. En este sentido, es ilustrativo del ensanchamiento de la antigua calle de Atarazanas para constituir la actual avenida de Calvo Sotelo.
El segundo criterio fundamental vino dado por la orientación comercial y de residencia acomodada que prioritariamente se adjudicó a esta área, en especial a las calles de San Francisco, Calvo Sotelo y Juan de Herrera.
Asimismo, se sostuvo la necesidad de construir una plaza principal como nuevo centro representativo de la ciudad: la plaza Porticada, sede de algunos edificios oficiales, como el Gobierno Civil, la Delegación de Hacienda, el Gobierno Militar, la Cámara de Comercio, Industria y Navegación, y en la actualidad también comprende la sede de Caja Cantabria.
Otro objetivo propuesto fue la revalorización de los edificios religiosos, sacando partido a sus limitadas posibilidades estéticas. Por ello se dedicó tiempo a la reconstrucción de la catedral de Santander, la iglesia de la Anunciación y se construyó la plaza de la Asunción.
Por último, una realización importante de los años 40 fue el desmonte realizado entre la catedral y la actual calle de Ruamayor. Paralelamente a todo lo anterior, se produjeron dos fenómenos fundamentales: el desplazamiento de la población de clases bajas asentadas en las viejas casas del centro hacia la periferia, lo que originó el consiguiente crecimiento de la ciudad en sus márgenes.
En Santander, la actividad constructiva en los años posteriores al incendio se incrementó notablemente, por debajo de las necesidades reales y siguiendo un criterio selectivo. Así, la zona directamente afectada por el fuego se remodeló a través de la iniciativa privada, que construyó edificios destinados a uso oficial, comercial y de residencia burguesa.
La vivienda obrera se situó, en principio con carácter de provisionalidad en ciertos casos, en puntos aislados del casco urbano, generalmente distantes del centro. En estos casos, la gestión para la edificación partió de organismos estatales municipales que construyeron casas baratas de tipo casi o totalmente suburbial (200 «casucas» de Canda Landáburu en La Albericia, viviendas en el barrio de Campogiro en Peñacastillo y bloques de viviendas subvencionadas por la Obra Sindical del Hogar), en general de baja calidad, como son el Grupo Pero Niño (único barrio para clases modestas que se levantan en el espacio siniestrado), y en el extrarradio, los grupos de los Santos Mártires (162 viviendas), José María de Pereda (111), Pedro Velarde (348) y Barrio Pesquero (294).
En la zona afectada por el incendio se construyeron aproximadamente la mitad de viviendas populares que las que se destinaron a residencia burguesa, fenómeno claramente ilustrativo de la nueva dimensión social y funcional que se logró imponer en esta área central y, por tanto, de gran valor en el conjunto urbano.
Para el año 1954 estaba prácticamente finalizada esta amplia labor de reconstrucción con un resultado de cinco nuevos edificios públicos y 170 privados. Así pues, el incendio y la posterior reconstrucción del centro trajeron consigo dos consecuencias claves para la actual ciudad de Santander. Por un lado, se produjo una profunda transformación tanto morfológica como funcional del espacio urbano central que supuso un proceso de renovación urbana anterior al de otras ciudades españolas. Por otra parte, se desencadenó una movilización no espontánea de población de grandes proporciones que, en última instancia, deja sus huellas en la estructuración socio-urbana actual. Aun así, se tardó 25 años en reconstruir la ciudad en su totalidad.

## El incendio en cifras
- El incendio duró 2 días, aunque algunos rescoldos permanecieron encendidos durante 15 días.
- Se destruyeron 377 edificios, la mayoría bastante antiguos.
- Se perdieron 1783 viviendas.
- 37 calles resultaron afectadas.
- El área arrasada fue de 14 hectáreas.
- Aproximadamente 10 000 personas perdieron su hogar.
- 508 comercios se destruyeron.
- Se destruyeron 105 alojamientos.
- Hubo 1 víctima, el bombero madrileño Julián Sánchez.
- 115 personas resultaron heridas.
- La reconstrucción no se completó hasta 25 años después.

## Conmemoración del 75 aniversario del incendio
En 2016, como conmemoración de los 75 años del incendio se llevaron a cabo una larga serie de actividades organizadas por el Ayuntamiento que incluyeron desde exposiciones fotográficas, fiestas y proyecciones en varios puntos de la ciudad hasta la creación de una ruta que recorre los principales puntos del centro afectados por el fuego.